# Virtual XI
Virtual XI – jedenasty studyjny album heavymetalowej grupy Iron Maiden wydany w 1998 roku.
Jest to druga i zarazem ostatnia płyta zespołu z wokalistą Blaze’em Bayleyem.
Okres twórczości Maiden z Blaze'em jest nisko oceniany przez krytykę. Gdy z grupy odszedł Bruce Dickinson (1993), wielu fanów przestało interesować się losami grupy, co spowodowało spadek sprzedaży płyt. Płyty, na których śpiewa Bayley, sprzedały się w kilkukrotnie mniejszych nakładach w porównaniu do ostatniej płyty, na której śpiewa Dickinson Fear of the Dark, oraz płyty nagranej po jego powrocie, Brave New World. Blaze nie ma tak szerokiej skali głosu jak jego poprzednik (i, jak się później miało okazać, również następca), co sprawiało, że nie był w stanie śpiewać wyższych tonów, charakterystycznych dla utworów nagranych przed jego przybyciem do Iron Maiden.
O ile poprzedni album, The X Factor zdobył dość dużą popularność, to płyta Virtual XI jest uważana za niezbyt udaną.

## Lista utworów
1. "Futureal" (Bayley, Harris) - 2:55
2. "The Angel and the Gambler" (Harris) - 9:52
3. "Lightning Strikes Twice" (Murray, Harris) - 4:50
4. "The Clansman" (Harris) - 8:59
5. "When Two Worlds Collide" (Bayley, Murray, Harris) - 6:17
6. "The Educated Fool" (Harris) - 6:44
7. "Don't Look to the Eyes of a Stranger" (Harris) - 8:03
8. "Como Estais Amigos" (Bayley, Gers) - 5:30

## Wykonawcy
- Blaze Bayley - śpiew
- Dave Murray - gitara elektryczna
- Janick Gers - gitara elektryczna
- Steve Harris - gitara basowa
- Nicko McBrain - perkusja